# Dalhart (Texas)
Dalhart es una ciudad ubicada en el condado de Dallam en el estado estadounidense de Texas. En el Censo de 2010 tenía una población de 7.930 habitantes y una densidad poblacional de 639,2 personas por km².

## Geografía
Dalhart se encuentra ubicada en las coordenadas 36°3′26″N 102°30′42″O / 36.05722, -102.51167. Según la Oficina del Censo de los Estados Unidos, Dalhart tiene una superficie total de 12.41 km², de la cual 12.38 km² corresponden a tierra firme y (0.21%) 0.03 km² es agua.

## Demografía
Según el censo de 2010, había 7.930 personas residiendo en Dalhart. La densidad de población era de 639,2 hab./km². De los 7.930 habitantes, Dalhart estaba compuesto por el 84.05% blancos, el 1.22% eran afroamericanos, el 0.93% eran amerindios, el 0.68% eran asiáticos, el 0.1% eran isleños del Pacífico, el 10.49% eran de otras razas y el 2.52% pertenecían a dos o más razas. Del total de la población el 34.01% eran hispanos o latinos de cualquier raza.